# Marie zu Mecklenburg (1803–1862)

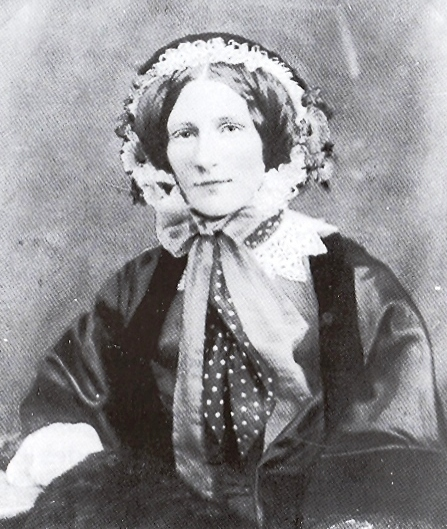
Marie zu Mecklenburg, Herzogin von Sachsen-Altenburg

Marie Luise Friederike Alexandrine Elisabeth Catharina Herzogin zu Mecklenburg [-Schwerin] (* 31. März 1803 in Ludwigslust; † 26. Oktober 1862 in Meiningen) war eine Herzogin zu Mecklenburg [-Schwerin] und durch Heirat seit 1848 Herzogin von Sachsen-Altenburg.

## Leben
Marie war eine Tochter des Erbprinzen Friedrich Ludwig zu Mecklenburg [-Schwerin] und dessen Gemahlin, der russischen Großfürstin Helena Pawlowna, einer Tochter des russischen Zaren Paul I.
Marie heiratete am 7. Oktober 1825 in Ludwigslust den damaligen Prinzen Georg von Sachsen-Hildburghausen. Am 22. Oktober zog das Brautpaar feierlich in Hildburghausen ein; die dafür extra angelegte Straße heißt noch heute nach der Prinzessin Marienstraße. Ein Jahr später wurde Georgs Vater Friedrich Herzog von Sachsen-Altenburg und der Hof zog in die neue Residenz. Marie und Georg lebten noch bis 1829 im Schloss Charlottenburg in Hildburghausen.

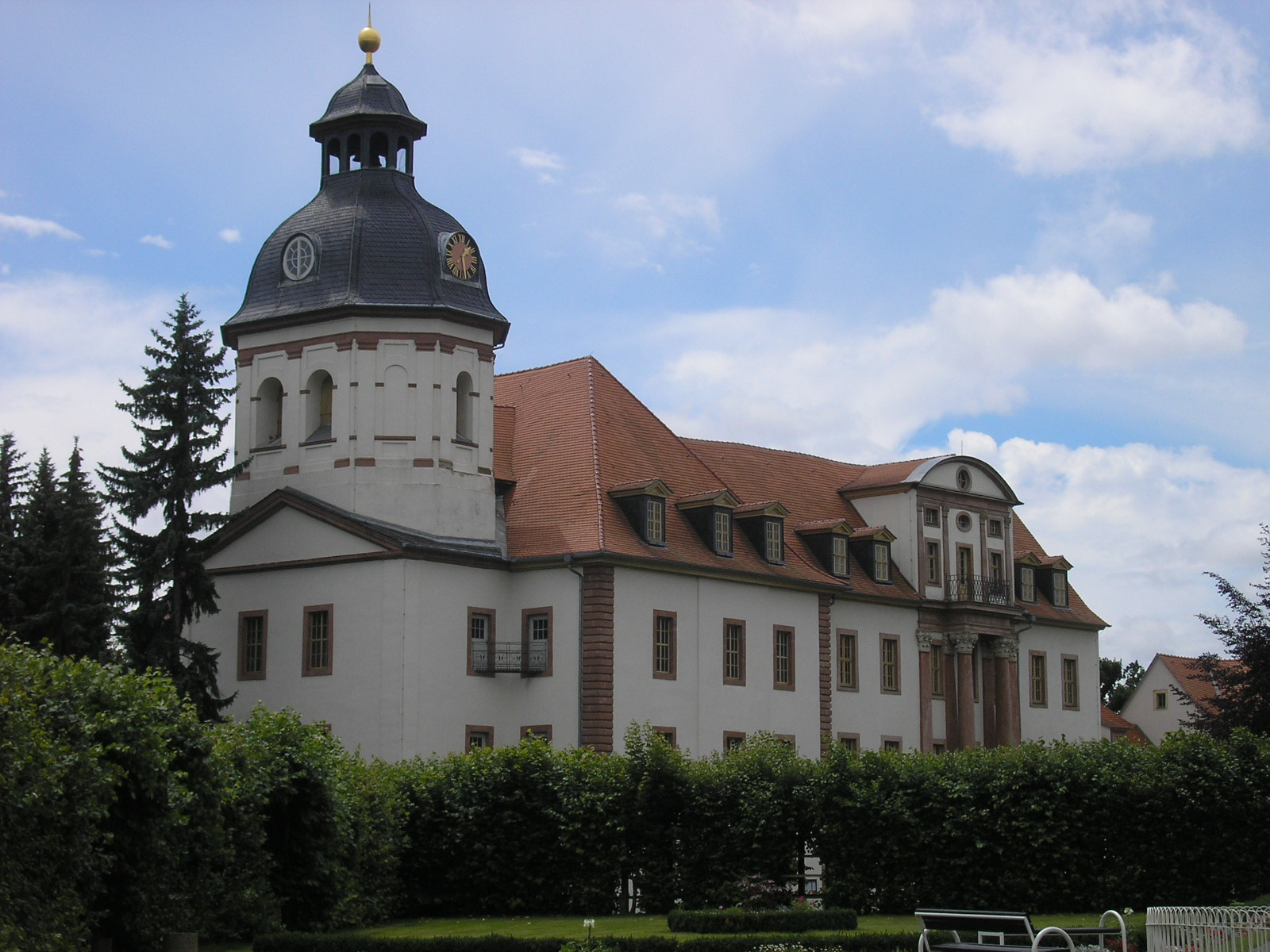
Schloss Christiansburg in Eisenberg

Danach lebte das Paar auf Schloss Christiansburg in Eisenberg. Ihre anscheinend glückliche Ehe beschrieb der dortige Superintendent Klötzner (über Prinz Georg): „[...] in seiner Liebe zur Gemahlin und den Söhnen das Muster eines rechten Familienvaters.“
Nach dem Umzug nach Altenburg übernahm Maries Mann 1848 die Regierungsgeschäfte von seinem Bruder Joseph, der infolge der bürgerlichen Revolution abdankte. Marie ist die Gründerin der Marienstiftung mit Frauenverein und Arbeitsschule sowie des Georgs-Marienhauses und der Evangelisch-Lutherischen Missionsgesellschaft in Altenburg. Als Witwe lebte sie weiter in Altenburg. Zu ihrem Sohn Ernst und ihrer Enkelin Marie Friederike hatte die Herzogin ein sehr enges Verhältnis.

## Nachkommen
Aus der gemeinsamen Ehe gingen drei Söhne hervor, von denen zwei das Erwachsenenalter erreichten:
- Ernst I. (1826–1908), Herzog von Sachsen-Altenburg von 1853 bis 1908
- Albrecht (1827–1835), bestattet im Helenen-Paulownen-Mausoleum in Ludwigslust
- Moritz (1829–1907)